# The Warrior's Way
Pour plus de détails, voir Fiche technique et Distribution.
The Warrior's Way ou La voie du guerrier au Québec, est un film coréen et néo-zélandais d'action / western réalisé par Sngmoo Lee et sorti en 2010.

## Synopsis
Au XIXe siècle, en Asie, Yang, le meilleur guerrier de son clan, reçoit l'ordre de tuer le dernier membre du clan ennemi du sien. Mais celui-ci n'est autre qu'un bébé et Yang refuse. Il s'enfuit avec l'enfant dans une petite ville de l'Ouest américain et va devoir lutter, avec l'aide de ses nouveaux amis, Ron et Lynne, contre son ancien maître et son armée de ninjas.

## Fiche technique
- Titre original : The Warrior's Way
- Titre québécois : La voie du guerrier
- Réalisation : Sngmoo Lee
- Scénario : Sngmoo Lee et Scott Reynolds
- Décors : Dan Hennah
- Direction artistique : Philip Ivey
- Costumes : James Acheson
- Photographie : Woo-hyung Kim
- Montage : Jonathan Woodford-Robinson
- Musique : Javier Navarrete
- Production : Barrie M. Osborne, Lee Joo-Ick et Michael Peyser
- Société(s) de production : Fuse Media, Sad Flutes, Rogue, Boram Entertainment, Wellmade Entertainment, Star M, Sidus FNH, Mike's Movies et Ozworks
- Société(s) de distribution : 
  -  Nouvelle-Zélande : Hoyts Distribution
  -  Corée du Sud : SK Telecom
- Budget : 42 millions de dollars[1]
- Pays d'origine :  Nouvelle-Zélande et  Corée du Sud
- Langue : anglais
- Format : Couleurs - 35 mm - 2.35:1 - Son Dolby numérique
- Genre : Action,fantastique et western
- Durée : 100 minutes
- Dates de sortie :
  -  Corée du Sud : 2 décembre 2010
  -  Nouvelle-Zélande : 21 avril 2011

## Distribution
- Jang Dong-gun (V. Q. : Gilbert Lachance) : Yang
- Kate Bosworth (V. Q. : Pascale Montreuil) : Lynne
- Geoffrey Rush (V. Q. : Denis Mercier) : Ron
- Danny Huston (V. Q. : Jacques Lavallée) : le colonel
- Tony Cox (V. Q. : Manuel Tadros)  : Eight-Ball
- Ti Lung : Saddest Flute
- Jed Brophy : Jacques

Source et légende : Version québécoise (V. Q.) sur Doublage Québec.

## Accueil
Le film a été un grave échec commercial, rapportant environ 11 100 000 $ au box-office mondial pour un budget presque quatre fois supérieur.
Il a également été mal accueilli par la critique, recueillant 29 % de critiques positives, avec une note moyenne de 4,4/10 et sur la base de 38 critiques collectées, sur le site Rotten Tomatoes.